# Sannakji

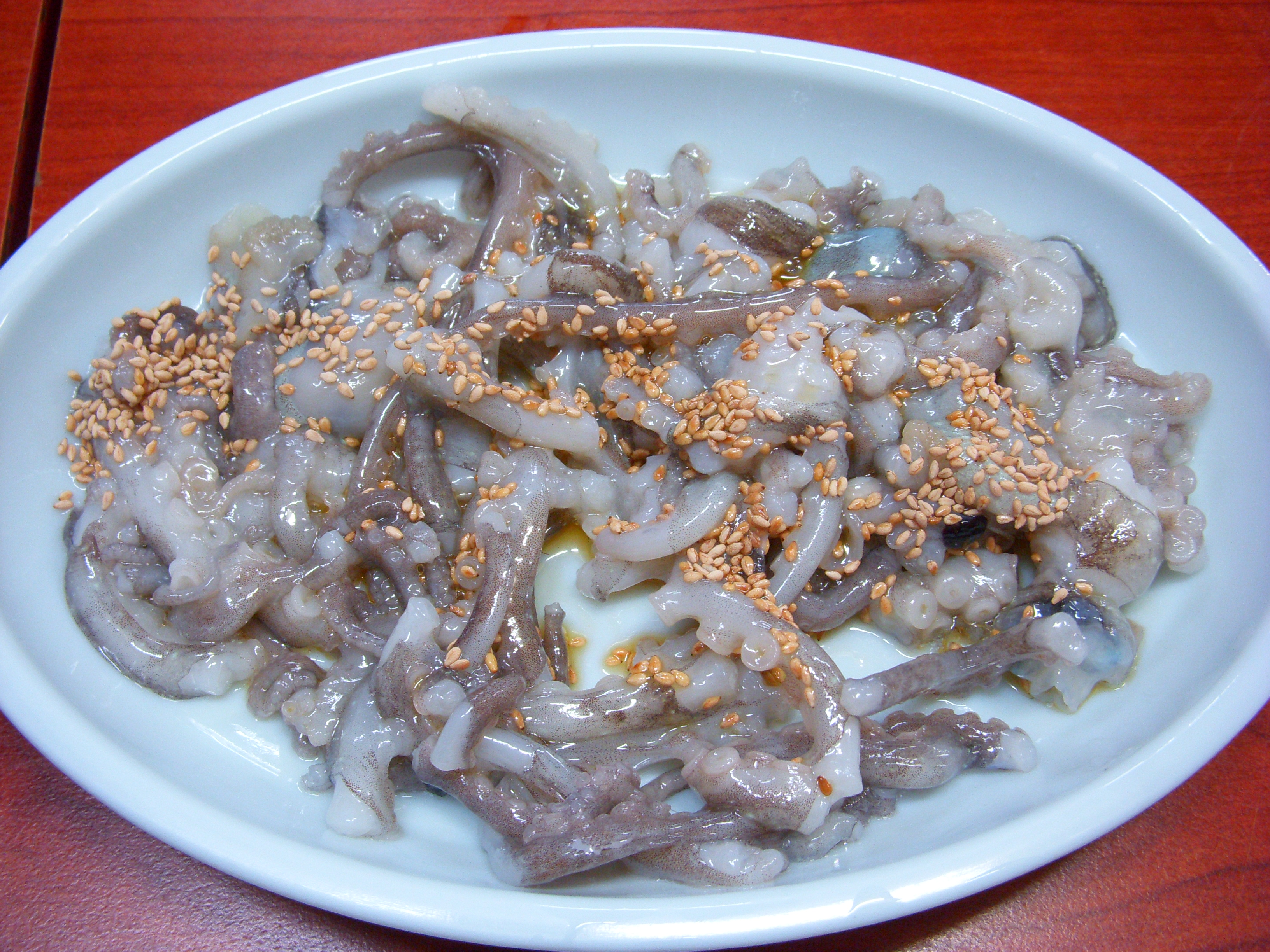
Sannakji

Sannakji, ou sannakji hoe, é uma variedade de hoe, ou prato cru, da culinária coreana. Consiste de nakji (hangul: 낙지, um pequeno polvo) que foi cortado em pequenos pedaços enquanto vivo, e servido imediatamente, usualmente levemente temperado com gergelim, ou óleo de gergelim. Os pedaços de nakji usualmente estão ainda contorcendo-se no prato ao serem servidos. Também pode ser servido inteiro, como um polvo-bebê vivo.

## Cuidados
Por as ventosas dos pedaços dos tentáculos ainda estarem ativas quando o prato é servido, cuidado especial deve ser tomado ao comer sannakji, pois os tentáculos podem prender-se à boca ou garganta. Isto também pode apresentar um risco de sufocamento para algumas pessoas, particularmente se estiverem intoxicadas.
Vários incidentes de sufocamento com Sannakji têm sido reportados, como o de 2008 em Gwangju.